# ألان كريستي
ألان كريستي هو عداء سريع كندي، ولد في 14 يونيو 1905 في هاميلتون في كندا، وتوفي في 9 يناير 2002.

## وصلات خارجية
- ألان كريستي على موقع أوليمبيديا (الإنجليزية)